# Pou dels Veïns
El Pou dels Veïns és una obra de Palafrugell (Baix Empordà) protegida com a Bé Cultural d'Interès Local.

## Descripció
Antic pou comunal situat al costat d'un camí que porta als camps de conreu i barraques del sector de tramuntana del paratge de Ros. És un pou cobert dins d'una construcció en forma de caseta de planta rectangular. Té volta de maó de pla, sense recobriment extern. A la façana hi ha l'obertura per pouar i una petita obertura amb una reixa. L'ampit de la porta, que dona al brocal del pou, és fet amb una gran llosa on fou gravada aquesta inscripció: POU DE(LS) VEHINS 1878.
A l'any 2006 el pou ha estat restaurat per un particular. Les obres les ha dut a terme Construccions Salabert SL i la Serralleria Gich i ha consistit a refer el recobriment extern amb pedra natural vista i rajol, a més a més s'hi ha incorporat una reixa de seguretat. També s'ha condicionat la zona.
El paratge es caracteritza avui per les extenses zones de bosc juntament amb el conreu. Sembla que aquests espais propers al litoral haurien estat planters de vinya en bona part; d'aquí l'existència d'un gran nombre de petites barraques.
La data del pou és immediatament anterior a la plaga de la fil·loxera que destruí les vinyes antigues